# Chlum Svaté Maří
Chlum Svaté Maří, 1960–1990 Chlum nad Ohří (deutsch Maria Kulm) ist der bedeutendste Egerländer Marienwallfahrtsort. Die Gemeinde liegt drei Kilometer nördlich der Stadt Kynšperk nad Ohří (Königsberg a. d. Eger) links der Eger und gehört dem Okres Sokolov an.

## Geographie
Der Ort befindet sich am nördlichen Fuße des Kaiserwaldes in 539 m ü. M. im Westböhmischen Bäderdreieck.
Nachbarorte sind Bukovany und Dasnice im Osten, Horní Pochlovice und Kaceřov im Westen sowie Lítov und Habartov im Norden. Nördlich des Ortes erfolgte der Abbau von Braunkohle, dort ist heute eine Tagebaulandschaft.

## Geschichte

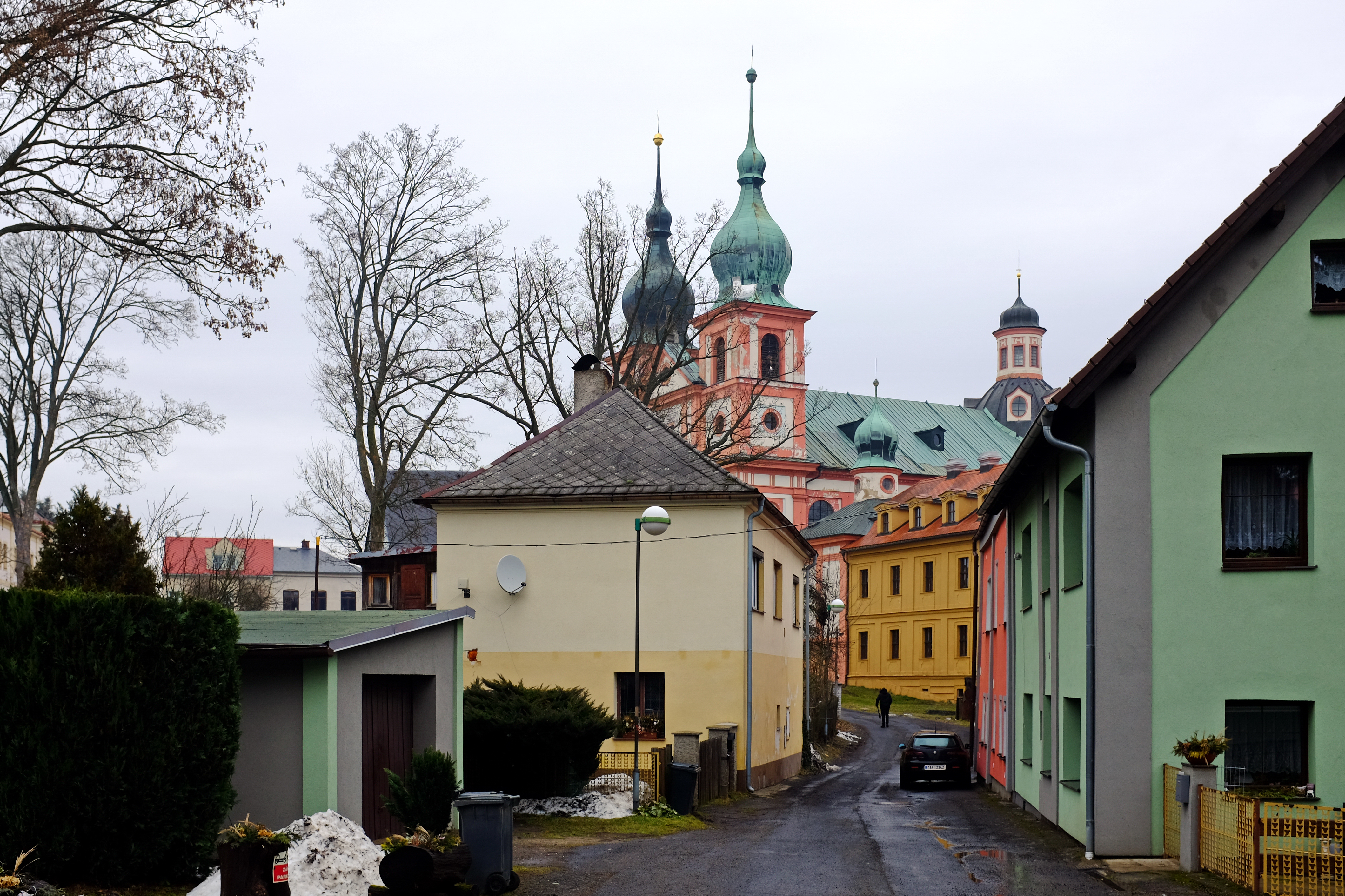
Blick auf die Wallfahrtskirche

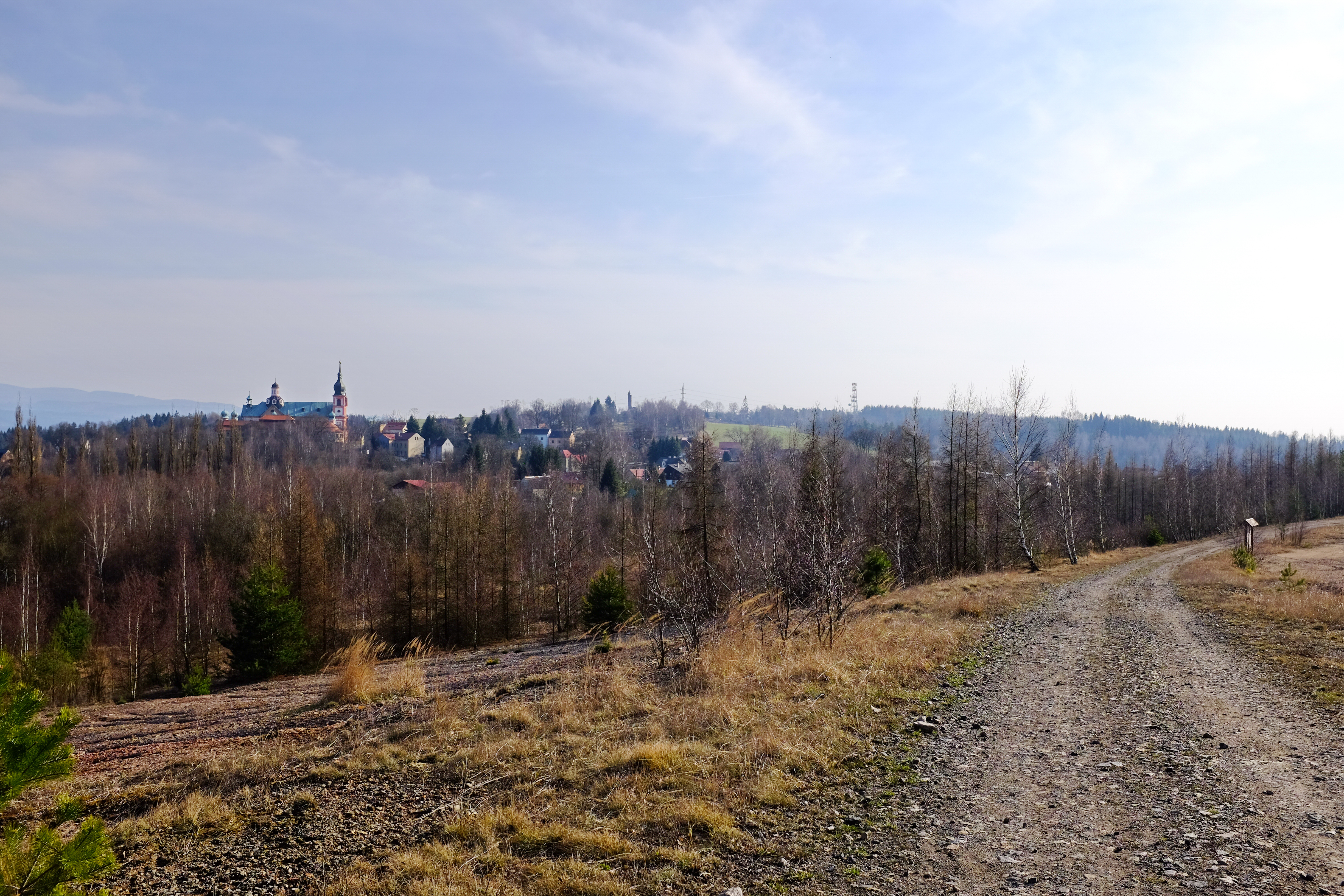
Chlum Svaté Maří

Kulm, ein in Legenden und Sagen erwähnter Ort in den südlichen Ausläufern des Erzgebirges, wurde 1341 erstmals urkundlich erwähnt, ist aber wahrscheinlich älter und stammt möglicherweise aus vorchristlicher, westslawischer Zeit als Platz für Hilfesuchende und Versteck für Verfolgte, die von einem Ritter von Katzengrün mit einer Mannschaft gefangen genommen und später hingerichtet wurden.
Seit dem 13. Jahrhundert existierte eine Holzkapelle mit einer Statue der Jungfrau Maria, sitzend auf einem Stuhl, die in der rechten Hand einen Apfel hält und in der linken Hand ein Kind, das mit beiden Händen nach dem Apfel greift, und die aus dem 9. Jahrhundert stammen soll. An Stelle der Kapelle entstand um 1400 eine Holzkirche der Himmelfahrt Mariä und der hl. Magdalena. Nachdem die Kirche 1429 von den Hussiten niedergebrannt worden war, ließ ein Heinrich von Reißengrün eine Kirche aus Stein errichten. Im Laufe des 15. Jahrhunderts entwickelte sich Kulm zu einem Flecken mit einigen Wohnhäusern.
Der Ort kam in den Besitz der Kreuzherren mit dem Roten Stern, die eine Propstei errichteten. 1651 erhob ihn Erzbischof und Großmeister Ernst Adalbert von Harrach zum Marktflecken mit dem Recht zum Führen eines eigenen Wappens. Durch den Erzbischof und Großmeister Johann Friedrich von Waldstein wurde die Pfarrei zur Propstei erhoben. 1666 errichteten die Kreuzherren südöstlich eine Kommende; 1690 begann der Bau der Wallfahrtskirche im Stil des Barock. Vollendet wurde die Gebäudegruppe Maria Kulm im Jahre 1728 und hatte einen Fassungsraum für 4300 Gläubige. Der alte Flecken Kulm wurde fortan als Rauenkulm bezeichnet. Im Laufe des 19. Jahrhunderts wuchsen Maria Kulm und Rauenkulm zu einem Ort zusammen. Drei Kreuzherren von Prag oblag die ständige Betreuung der Ortsansässigen und der Pilger, die 30.000 Teilnehmer im Jahr erreichten. Das Hauptfest war zu Pfingsten. 6500 Kommunionen wurden jährlich gespendet.
Nach dem Münchner Abkommen wurde der Ort dem Deutschen Reich zugeschlagen und gehörte bis 1945 zum Landkreis Falkenau an der Eger.
Die im Ort ansässigen Deutschen wurden nach dem Ende des Zweiten Weltkrieges größtenteils vertrieben. Während der Herrschaft des Kommunismus wurde die Kirche ab 1948 stark vernachlässigt. Der offizielle Name des Dorfes wurde in Chlum nad Ohří geändert. Nach der Samtenen Revolution wurden die Marienwallfahrten durch Gläubige aus der Oberpfalz und Tschechien wieder aufgenommen und es entstand ein Förderverein. Mit Unterstützung durch Spendengelder wurden in der Kirche zwischen 2001 und 2006 dringliche Reparaturen, u. a. an der Orgel, durchgeführt. Im Mai 2007 wurde ein Konzept zur Sanierung des stark sanierungsbedürftigen Gesamtkomplexes erarbeitet.
Am südlichen Ortsrand befindet sich auf dem Berg Drsný vrch (570 m) ein steinerner Aussichtsturm, der nicht öffentlich zugänglich ist, mit Blick über das Egertal. Auf diesem ist eine Sendeanlage des tschechischen Rundfunks installiert.

## Kultur und Sehenswürdigkeiten
- Barocke Wallfahrtskirche, 1690–1712 von Christoph Dientzenhofer erbaut, mit Gnadenbild von 1280, Fresken von Elias Dollhopf und dem Gnadenaltar von Karl Stilp aus dem Jahre 1730
- Kapelle der Hilfreichen Jungfrau Maria auf dem Drsný vrch (Mariahilf-Berg)
- Barocke Statue des hl. Nepomuk auf dem Weg zum Drsný vrch

## Söhne und Töchter des Ortes
- Mathias Heinicke (1873–1956), böhmischer Geigenbauer
- Josef Stingl (1919–2004), deutscher Politiker

## Trivia
Johann Wolfgang von Goethe besuchte den Ort in den Jahren 1806, 1807, 1808 und 1812. Daran erinnert eine Gedenktafel an dem Haus gegenüber der Kirche. Die gebürtige Egerländer Schriftstellerin Herta Huber benannte ihre Buchveröffentlichung „Maria Kulm“ nach dem Dorf.